# SV Ludweiler-Warndt
Maillots
Dernière mise à jour : 4 avril 2011.
Le SV Ludweiler-Warndt est un club sportif allemand localisé à Ludweiler dans l'entité de Völklingen, dans la Sarre. Le mot "Warndt" désigne la forêt dans laquelle Ludweiler est localisée.

## Histoire (football)
Le club vit le jour en juin 1908 sous le nom de Sportvereinigung 1908 Ludweiler-Warndt ou SpVgg Ludweiler-Warndt. En 1913, fut créé le TV Ludweiler-Warndt.
En 1933, le SpVgg Ludweiler-Warndt accéda à la Bezirksliga, une ligue devenant le 2e niveau allemand à une époque où les Nazis exigeaient la création des Gauligen.
En 1937, tous les clubs de la localité de Ludweiler furent rassemblés sous le nom VfL Ludweiler-Warndt.
En 1945, le club fut dissous par les Alliés, comme tous les clubs et associations allemands (voir Directive n°23). À la fin de l’année, le club fut reconstitué sous l’appellation SV Ludweiler-Warndt.
En 1946, le SV Ludweiler-Warndt monta dans la Saarlandliga qui après trois ans devint la Ehrenliga Saarland. En 1953, le club monta en 2. Oberliga Südwest, une ligue située au 2e niveau de la hiérarchie. 
Le club séjourna en 2. Oberliga Südwest jusqu’en 1963. Ensuite, la ligue fut dissoute et les 1e et 2e niveau du football allemand devinrent la Bundesliga et la Regionalliga. Le SV Ludweiler-Warndt ne fut pas classé en ordre utile pour se qualifier pour la Regionalliga Südwest, il redescendit en Amateurliga.
En 1965, le cercle fut champion de Sarre mais ne parvint pas à décrocher sa promotion lors du tour final en s’inclinant contre le SV Alsenborn. Dans les saisons suivantes, le club termina dans le milieu de classement. En 1973, il fut vice-champion et se qualifia pour le Championnat d’Allemagne Amateur. Il y fut éliminé au premier tour par le 1. FC Kaiserslautern Amateur.
Deux ans plus tard, le SV Ludweiler-Warndt fut relégué hors de la Amateurliga Saarland. En 1983, il descendit en Bezirksliga. Après cinq saisons, le cercle remonta en Landesliga. En 1990, il atteignit la finale de la Saarland Pokal (Coupe de Sarre), mais s’inclina (0-6) contre le VfB Borussia Neunkirchen. Au terme de la saison suivante, le club remonta en Verbandsliga Saarland, une ligue alors située au 4e niveau. En 1993, il perdit une nouvelle fois en finale de la Saarland Pokal.
En 1995 et en 1996, le SV Ludweiler-Warndt connut deux relégations consécutives en Landesliga puis en Bezirksliga. En 2009, le cercle remonta en Landesliga mais fut immédiatement relégué 
En 2010-2011, le SV Ludweiler-Warndt évolue en Bezirksliga Saarlouis, soit au 8e niveau de la hiérarchie de la DFB. 